# Данилин, Николай Фёдорович
Николай Федорович Данилин — советский хозяйственный, государственный и политический деятель.

## Биография
Родился в 1936 году в селе Шигоны. Член КПСС.
Окончил МИХМ (1959)
В 1959—1972 — мастер, начальник участка ремонтно-механических работ, старший инженер отдела технического надзора, секретарь парткома завода «Акрихин».
В 1972—1974 — второй секретарь Ногинского горкома КПСС
В 1974—1983 — первый секретарь Ногинского горкома КПСС
Делегат XXV съезда КПСС.
Жил в Ногинске.

## Награды
- Орден Трудового Красного Знамени
- Орден Дружбы народов
- Орден Знак Почёта